# Новогодние нападения на женщин в Германии

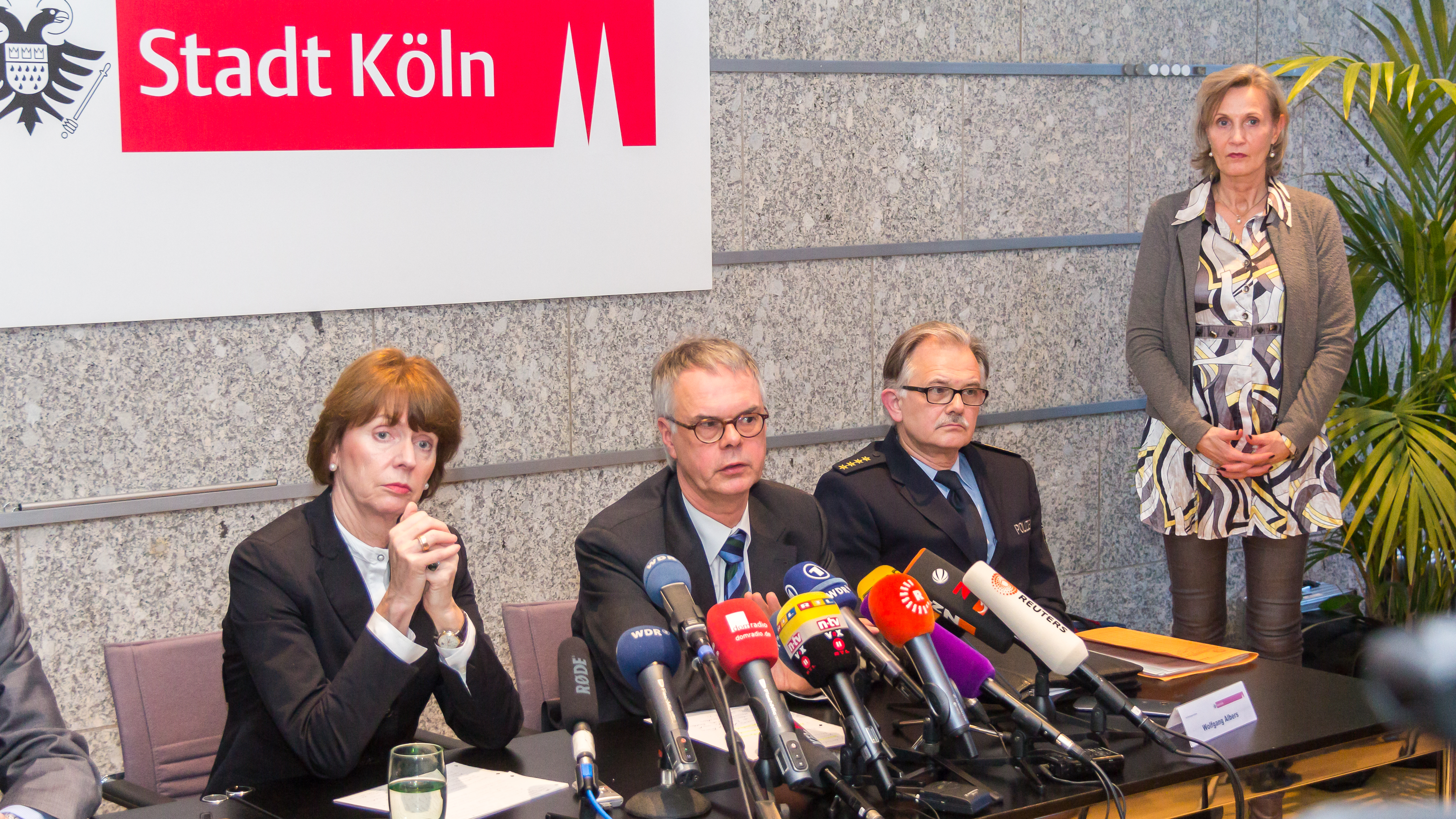
Мэр Кёльна Генриетта Рекер на пресс-конференции 6 января 2016 года

Новогодние нападения на женщин в Германии — массовые нападения (около 1000 зарегистрированных случаев) преимущественно на женщин в канун наступления 2016 года. Впоследствии Прокуратура Кельна сделала заявление о том, что подавляющее большинство подозреваемых в нападениях на женщин во время новогодних событий в городе не является беженцами. Было установлено, что среди подозреваемых только несколько человек являются гражданами Сирии и Ирака, а основную массу нападавших составили выходцы из Северной Африки, достаточно давно живущие в Германии. Также прокуратура сообщила, что  всего в полицию было подано 1054 заявления, из них 454 заявления о сексуальных домогательствах, а 600 — о кражах.

## Инциденты

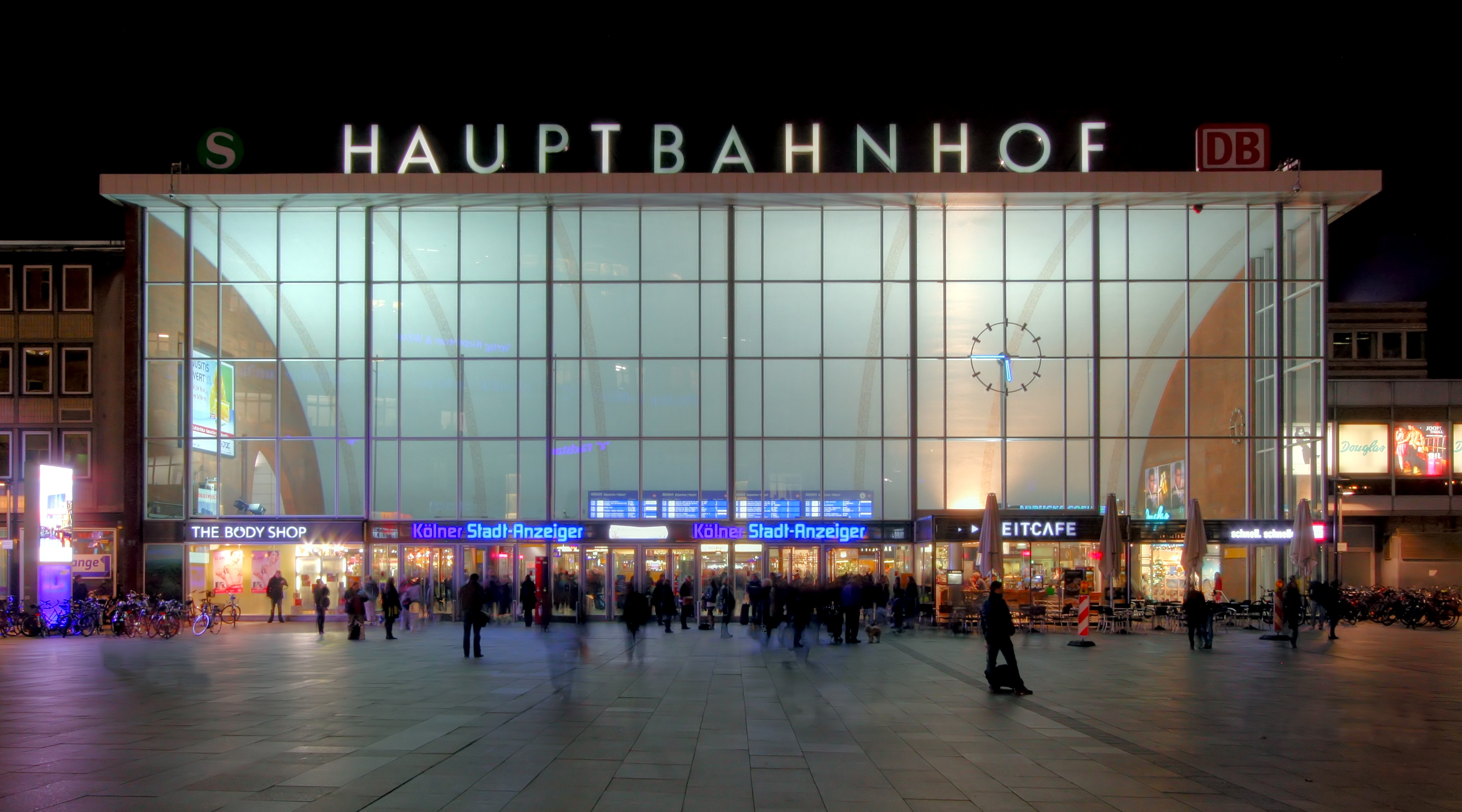
Железнодорожный вокзал в Кёльне ночью. Фото 2010 года

В числе первых и самых значительных инцидентов — ограбления, сексуальные домогательства и изнасилования (сообщается о двух случаях). В толпу празднующих горожан влилась группа из 1000 мужчин, главным образом выходцев из Северной Африки, которые устроили нападения на женщин. До 12 января в полицию города поступило свыше 650 заявлений.
Помимо Кёльна схожие инциденты имели место как в других городах Германии (Берлин, Гамбург, Дюссельдорф, Штутгарт), так и в Швейцарии (Цюрих) и Австрии (Зальцбург).
Федеральное ведомство уголовной полиции Германии пообещало изучить феномен «тахарруш», под которым в арабских странах понимается коллективное сексуальное домогательство: молодые мужчины окружают женщину, начинают кричать непристойные вещи, пытаться дотронуться и отобрать личные вещи. О таких случаях сообщалось, например, во время революции в Египте, где с 2011 по июнь 2014 года на площади Тахрир изнасилованию подверглись 250 женщин, включая иностранных корреспондентов. По признанию полиции, в Германии подобных происшествий до сих пор не регистрировали.

## Реакция

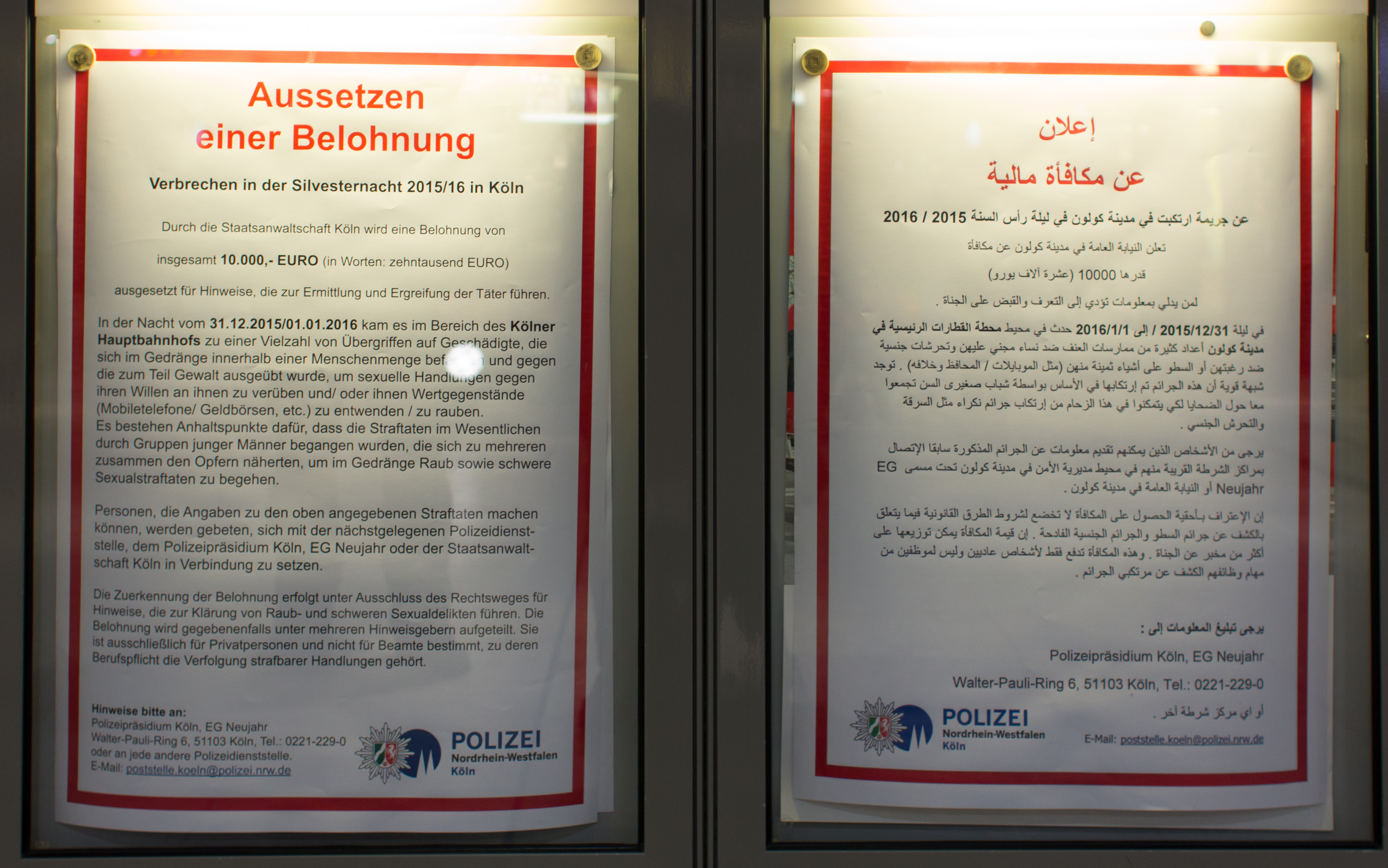
Объявления полиции на немецком и арабском языках о вознаграждении за помощь в расследовании бесчинств

Эффект от скандала был усилен тем, что полиция на протяжении нескольких дней скрывала истинные масштабы произошедшего, также на ситуацию не сразу отреагировали немецкие СМИ, а мэр Кёльна Генриета Рекер посоветовала немецким женщинам изменить своё поведение в общественных местах — «ходить группами» и «соблюдать дистанцию вытянутой руки», что вызвало шквал критики и шуток. 
10 января мигранты из Сирии и Пакистана подверглись в Кёльне вооруженным атакам. По сообщениям местной прессы, националистически настроенная молодёжь объединялась через соцсети, чтобы устроить на улицах города охоту на людей; СМИ связывали эти события с недавними нападениями мигрантов на женщин в разных городах Германии. 
Канцлер Ангела Меркель в связи с обострением криминальной обстановки отменила визит на экономический форум в Давосе.
Особое заявление по ситуации в стране сделала канцлер Германии Ангела Меркель. Глава полиции Кёльна Вольфганг Альберс был досрочно отправлен на пенсию.
В ряде городов Германии прошли демонстрации, осудившие нападения, часть из них при этом имела также антииммиграционную направленность, часть призывала противостоять враждебному отношению к мигрантам. Отдельный митинг против нападений, сексизма и расизма был проведён сирийскими и афганскими беженцами.
Откликнулись на эти события также политики восточноевропейских стран ЕС.

## Ужесточение закона
Уже летом 2016 года парламент Германии принял поправки к уголовному кодексу, введя в квалификацию сексуальных преступлений принцип «Нет — значит нет». Наказание до пяти лет лишения свободы предусмотрено даже тогда, когда жертва демонстрирует несогласие на сексуальный акт словами или жестами, тогда как раньше преступника можно было осудить, только если он угрожал жертве, а она активно сопротивлялась.

## 2017
Полиция Кёльна считает, что в новогоднюю ночь на 2017 год предотвратила повторение прошлогодних беспорядков. 650 человек, преимущественно выходцев из Северной Африки, были остановлены на пути в центр города; 29 человек были задержаны. С поезда на соседней станции сняты 300 человек, полиция устанавливает личности 1300 человек. Наряды полиции были увеличены ещё на 200 сотрудников (всего почти 1500) — полиция Кёльна стремилась во что бы то ни стало избежать событий прошлого года.
- Подобные нападения на женщин повторились в ночь на 1 января в западной части Инсбрука (Австрия). Более десятка женщин обратились в полицию с заявлениями о сексуальных домогательствах, австрийская полиция расследует рекордное число атак сексуального характера[30].